# هجوم بوفالو 2022
في 14 مايو 2022، وقع إطلاق نار في متجر بمدينة بوفالو، نيو يورك، الولايات المتحدة. قُتل عشرة أشخاص وأصيب ثلاثة آخرون. قام مطلق النار ببث الهجوم مباشرة على منصة تويتش. تم القبض على المتهم وهو بايتون س. جيندرون البالغ من العمر 18 عامًا، ووجهت إليه تهمة القتل العمد من الدرجة الأولى.
بحسب ما ورد كتب جيندرون بيانًا يصف نفسه بأنه متعصب للبيض، وقومي عرقي، واشتراكي قومي بدافع ارتكاب العنف السياسي. وأعرب عن دعمه لنظرية المؤامرة اليمينية المتطرفة «الاستبدال العظيم» في سياق «الإبادة الجماعية للبيض» المفترض. تم وصف الهجوم بأنه عمل من أعمال الإرهاب المحلي، ويتم التحقيق في الحادث على أنه حادث ذو دوافع عنصرية. ووعدت الحاكمة كاثي هوشول بتغييرات في السياسة في الولاية نتيجة للهجوم مع إدانة مطلق النار ومواساة عائلات الضحايا.